# 20. romanijska brigada (NOVJ)
Za druge 20.brigade glejte 20. brigada.
20. romanijska brigada je bila brigada v sestavi Narodnoosvobodilne vojske in partizanskih odredov Jugoslavije in ki je delovala med drugo svetovno vojno na področju Kraljevine Jugoslavije.

## Organizacija
- štab
- 3x bataljon